# 2WHSP J232444.5-404049
2WHSP J2324-4040 (contraction de 2WHSP J232444.5-404049), également nommé 1ES 2322-409 ou encore 6dFGS gJ232444.7-404050, est un blazar à très haute énergie de la constellation de la Grue. Il a été découvert en 1992 par une équipe de 4 astronomes allemands à l'aide des données enregistrées lors du programme d'observation en rayon X nommé Einstein IPC Slew Survey, 2WHSP J2324-4040 apparaitra comme un source X ultralumineuse. Selon les valeurs de décalage vers le rouge enregistrées par le 2dF Galaxy Survey, le blazar 2WHSP J2324-4040 se situerait à 239 millions d'années-lumière de la Terre.

## Variabilité
2WHSP J2324-4040 est un blazar à haute énergie de type BL Lacertae, il est donc variable. Une observation de 2011 à 2012 sera faite avec le télescope spatial Fermi, ce dernier détectera plus de 116 évènement de haute énergie au niveau de 2WHSP J2324-4040, l'évènement le plus faible a atteint une énergie de 100 GeV tandis que le plus fort a atteint une énergie de 200 GeV avec, à chaque fois, un index de photons de Γ = 3.40 ± 0.66 stat ± 0.20 sys et un flux intégral de (3.11 ± 0.71 stat ± 0.62 sys) × 10 soit 1.1 % plus d'énergie que celle émise par la nébuleuse du Crabe. Le Fermi a aussi détecté des émissions à plus de 10 TeV, ces pics d'énergie sont associés à des éruptions du trou noir central du blazar. 2WHSP J2324-4040 est aussi une source de particules élémentaires très énergétiques, le SWIFT a enregistré plusieurs flux de particules à des énergies de 10 à 200 GeV.